# كلنكوة فلفيتشية
كلنكوة فلفيتشية (الاسم العلمي:Kalanchoe welwitschii) هي نوع من النباتات تتبع جنس الكلنكوة من الفصيلة الكرسولية.